# 秋田県道36号大曲大森羽後線
秋田県道36号大曲大森羽後線（あきたけんどう36ごう おおまがりおおもりうごせん）は、秋田県大仙市を起点とし、横手市を経由して雄勝郡羽後町に至る県道（主要地方道）である。

## 概要
起点の国道105号と国道13号の交差点（富士見町交差点）から国道105号・由利本荘市方面と重複区間として路線が始まる。大仙市若竹町・若竹町交差点で国道105号から分岐し、大曲駅前から大仙市役所前を通過後、金谷町交差点で西へ右折する。なお、一部区間は旧国道13号であった。
雄物川を渡ると再び国道105号に合流し、大曲西道路 山根ICに接続し、大曲西道路を立体交差のあと、大仙市内小友で国道105号から再び分岐する。
秋田自動車道 大森PA脇を通過して横手市に入ると、秋田自動車道を立体交差し雄物川の西岸を南進する。羽後町へ入ると雄物川の支流新町川沿いに南進し、終点で国道398号に合流する。

### 路線データ
- 総延長 : 33.908 km[2]
- 実延長 : 29.092 km[2]
- 起点 : 秋田県大仙市花館字葛野176番2（富士見町交差点・国道13号交点）[3]
- 終点 : 雄勝郡羽後町字南西馬音内232番1地先（国道398号交点）[3]
- 未供用区間 : なし[2]

## 歴史
- 1976年（昭和51年）7月10日 - 秋田県道に認定される[3]。
- 1993年（平成5年）5月11日 - 建設省から、県道大曲大森羽後線が大曲大森羽後線として主要地方道に指定される[4]。
- 2002年（平成14年）12月27日 - 平鹿郡雄物川町今宿字末館から平鹿郡雄物川町大沢字藪沢目までバイパスが供用開始した[5]。
- 2003年（平成15年）12月26日 - 平鹿郡雄物川町今宿字末館から平鹿郡雄物川町深井字大深井の旧道が認定解除され、バイパスが現道となり、国道107号の重複区間が変更になる[6]。

## 路線状況

### 重複区間
- 国道105号（大仙市花館字葛野・起点 - 大仙市若竹町320番・交点）
- 国道105号（大仙市大曲西根・交点 - 大仙市内小友字上余り目・交点（県道71号起点））
- 秋田県道71号大曲横手線（大仙市内小友字上余り目・交点（県道71号起点） - 横手市大森町板井田字上三ツ屋[7]・三ツ屋交差点）
- 秋田県道29号横手大森大内線（横手市大森町字大中島・交点 - 横手市大森町字峠町頭・交点）
- 国道107号（横手市雄物川町大沢字藪沢目23番4地先 - 横手市雄物川町大沢字清水出）約300m[2]、

### 冬期閉鎖区間
- なし[8]

### 交通不能区間
- なし[9]

### 道路施設
- 大曲花火大橋（雄物川） : 全国花火競技大会の会場付近にある。

## 地理

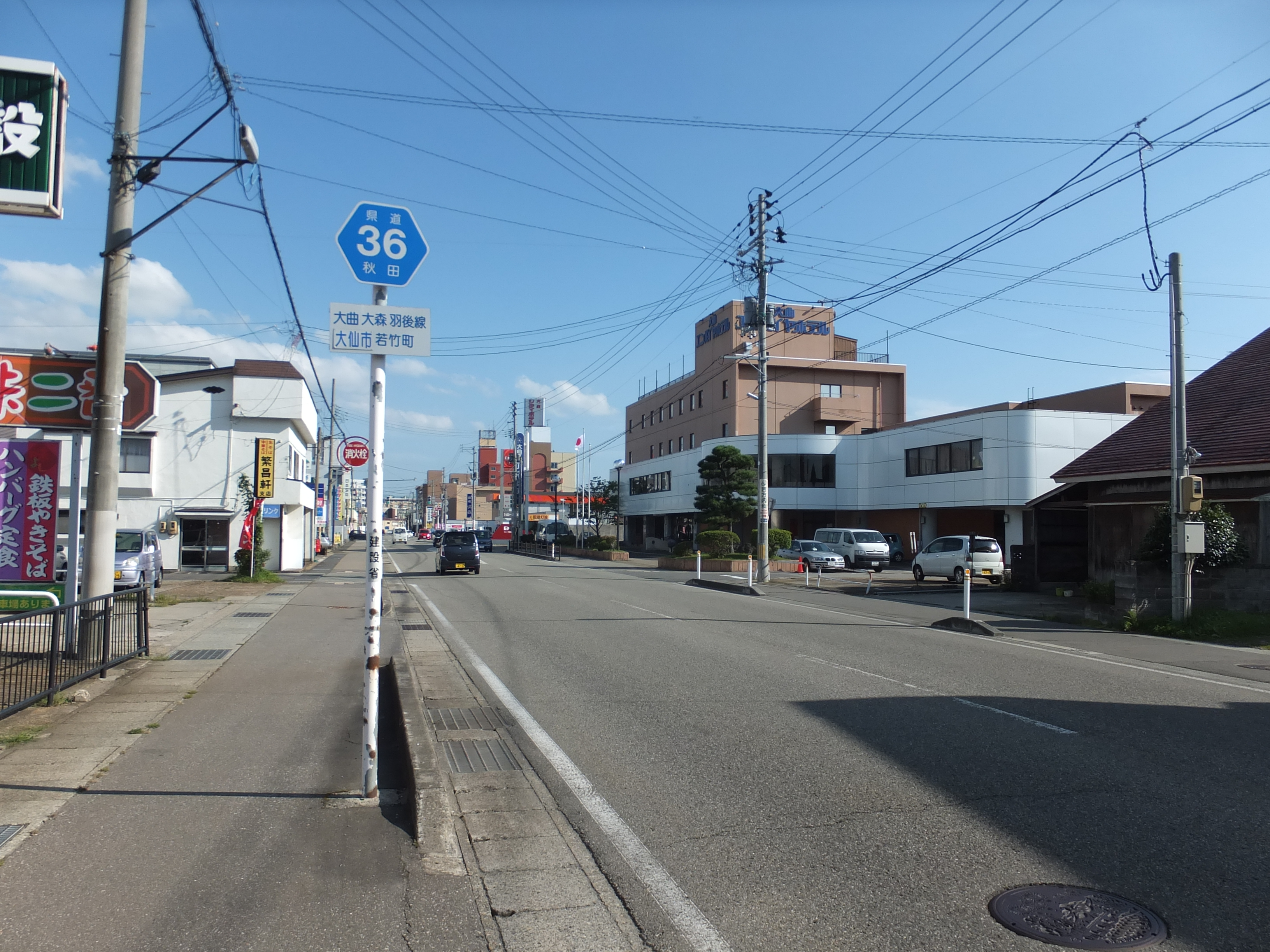
大仙市若竹町にて

### 通過する自治体
- 秋田県
  - 大仙市 - 横手市 - 雄勝郡羽後町

### 交差する道路
| 施設名            | 接続路線名                                              | 備考              | 所在地                                                                                        |
| ----------------- | ------------------------------------------------------- | ----------------- | --------------------------------------------------------------------------------------------- |
| 富士見町交差点    | 国道13号（=秋田県道12号花巻大曲線重複） 国道105号       | 起点 県道12号終点 | 大仙市花館字葛野                                                                              |
| 若竹町交差点      | 国道105号                                               |                   | 大仙市若竹町北緯39度28分9.7秒 東経140度28分7.29秒                                             |
| 金谷町交差点      | 市道（秋田県道13号湯沢雄物川大曲線）                    | 市道 500 m 経由   | 大仙市大曲金谷町北緯39度27分3.19秒 東経140度28分21.32秒                                       |
| 大曲花火大橋      | 〈雄物川〉                                              |                   | 大仙市大曲                                                                                    |
| 下成沢交差点      | 国道105号                                               |                   | 大仙市大曲西根北緯39度26分46.95秒 東経140度26分53.17秒                                        |
| 中沢交差点 山根IC | 大曲西道路（国道105号）                                 | 国道105号重複区間 | 大仙市内小友字中沢                                                                            |
| 余目交差点        | 国道105号                                               | 県道71号起点      | 大仙市内小友字上余り目北緯39度25分25.66秒 東経140度26分34.65秒                                |
| 三ツ屋交差点      | 秋田県道71号大曲横手線 （=重複秋田県道116号川西六郷線） | 県道116号起点     | 横手市大森町板井田字上三ツ屋北緯39度24分19.25秒 東経140度26分57秒                             |
| 峠町頭交差点      | 秋田県道29号横手大森大内線                              | 重複区間          | 横手市大森町字大中島北緯39度20分30.69秒 東経140度26分3秒 横手市大森町字峠町頭                 |
|                   | 秋田県道48号横手東由利線                                |                   | 横手市雄物川町矢神北緯39度18分28.6秒 東経140度24分38.1秒                                      |
|                   | 国道107号                                               | 重複区間          | 横手市雄物川町大沢字藪沢目北緯39度16分35.31秒 東経140度23分51.15秒 横手市雄物川町大沢字清水出 |
|                   | 国道398号                                               | 終点              | 雄勝郡羽後町新町字新町                                                                        |

### 沿線の施設など
- 大仙市立大曲中学校
- タカヤナギグランマート白金店
- 大曲厚生医療センター
- JR東日本 大曲駅
- 県立大曲技術専門校
- 大仙市役所
- 秋田県立大曲高等学校（市道経由）
- 秋田県立大曲農業高等学校
- 全国花火競技大会会場（雄物川）
- 秋田県立大曲支援学校
- 川西郵便局
- 横手市役所
  - 大森庁舎（大森地域局）
- 沼館総合運動公園
- 交流センター雄川荘
- 雄物川温泉 えがおの丘
- うご農業協同組合明治支所